# Över mörka djup, invid branta stup
Över mörka djup, invid branta stup är en sång med text och musik skriven 1921 av Gustaf Wallteng.

## Publicerad i
- Frälsningsarméns sångbok 1990 som nr 601 under rubriken "Erfarenhet och vittnesbörd".
- Sångboken 1998 som nr 151
- Segertoner 1988 som nr 559 under rubriken "Att leva av tro - Förtröstan - trygghet".[1]

Refrängen "Lita på din Gud, han är nära" finns publicerad i
- Frälsningsarméns sångbok 1929 som nr 115 i kördelen under rubriken "Jubel, strid och erfarenhet".
- Frälsningsarméns sångbok 1968 som nr 108 i kördelen under rubriken "Jubel, Strid Och Erfarenhet".